# Viera West
Viera West es un lugar designado por el censo ubicado en condado de Brevard en el estado estadounidense de Florida. En el Censo de 2010 tenía una población de 6.641 habitantes y una densidad poblacional de 283,83 personas por km².

## Geografía
Viera West se encuentra ubicado en las coordenadas 28°14′42″N 80°44′2″O / 28.24500, -80.73389. Según la Oficina del Censo de los Estados Unidos, Viera West tiene una superficie total de 23.4 km², de la cual 23.05 km² corresponden a tierra firme y (1.47%) 0.34 km² es agua.

## Demografía
Según el censo de 2010, había 6.641 personas residiendo en Viera West. La densidad de población era de 283,83 hab./km². De los 6.641 habitantes, Viera West estaba compuesto por el 85.18% blancos, el 5.51% eran afroamericanos, el 0.18% eran amerindios, el 4.68% eran asiáticos, el 0.12% eran isleños del Pacífico, el 1.4% eran de otras razas y el 2.92% pertenecían a dos o más razas. Del total de la población el 10.31% eran hispanos o latinos de cualquier raza.